# 查山
查山又稱遮山、赭山，是中華人民共和國上海市金山區金山衛鎮的一座锥状火山，海拔21.23米，周长1公里，查山的岩體構造主要為集塊岩和安山岩。查山东麓有建於元朝至正年間的仁寿禅寺，該寺廟於清朝末年坍塌。查山山北有建於清朝康熙年間的静山庵，光绪年間坍塌。山下有古文化遗址查山遗址。